# オーストリアの国旗
オーストリアの国旗は、1230年にオーストリア公であったバーベンベルク家のフリードリヒ2世（喧嘩公）が、神聖ローマ皇帝フリードリヒ2世に対し反乱を企てたときに制定されたものである。デンマークの国旗やスコットランドの旗などとともに、現在まで使用されている世界最古の国旗の一つとされる。

## 歴史
第3回十字軍に参加したオーストリア公レオポルト5世が敵の返り血を浴びて全身赤く染まったが、ベルトのため腰の部分だけ白く残ったという故事が有名である。
オーストリア帝国、続く二重君主国時代は黒・金2色のハプスブルク家の旗が国旗であり、赤・白・赤の現国旗は戦闘旗として使用されていた。また、二重君主国時代はハンガリーの国旗と赤・白・赤の旗を組み合わせたものが商船旗として使われた。1918年の第一次世界大戦敗戦に伴う君主国解体により、第一共和政の国旗として復活した。
その後、1938年にナチス・ドイツとの統合で廃止されたが、第二次世界大戦のドイツ降伏直前の1945年5月に復活した。現在の法的根拠は、1984年に制定された「国章・国旗法」。
政府旗は中央にオーストリアの国章が描かれており、政府庁舎などで掲揚される。

? 政府旗 縦横比=2:3

## 歴史的な旗

?ハプスブルク君主国(オーストリア帝国とオーストリア＝ハンガリー二重帝国を含む)の旗。ツィスライタニエンを代表する旗としても使用された
?オーストリア＝ハンガリー二重帝国時代の商船旗
?オーストリア＝ハンガリー二重帝国時代の軍艦旗
?1919年から1934年の政府用旗
?1934年から1938年の政府用旗